# Цветков, Сергей Евгеньевич
Сергей Евгеньевич Цветков (22 августа 1974 — 20 марта 2009) — командир разведывательного взвода 27-го отряда специального назначения «Кузбасс» Сибирского регионального командования Внутренних войск Министерства внутренних дел Российской Федерации, старший лейтенант. Герой Российской Федерации.

## Биография
Родился 22 августа 1974 года в городе Кемерово. Русский. Жил в городе Новокузнецке. В 1981 году пошёл в первый класс школы № 100. Окончил восемь классов, после чего вернулся с родителями в Кемерово.
С 2000 года  служил по контракту в Чеченской республике. В 2002 году перевёлся на службу в отряд специального назначения «Кузбасс», где стал инструктором по подготовке и проведению спецопераций в Чечне, был назначен командиром взвода.
14 марта 2009 года отряд, где служил Цветков, прибыл на Северный Кавказ для выполнения служебно-боевых задач по борьбе с терроризмом. 17 марта жители села Какашура Карабудахкентского района обратились к тогдашнему министру внутренних дел Дагестана Адильгерею Магомедтагирову с просьбой «покончить с бандгруппой, которая постоянно дает о себе знать, совершая теракты, убийства и другие тяжкие преступления». Министр внутренних дел Дагестана ввёл в районе режим контртеррористической операции. Задачи по блокированию местности и проведению разведывательно-поисковых мероприятий были поставлены подразделениям отряда специального назначения Сибирского регионального командования ВВ МВД России.
19 марта около 14.30 группа старшего лейтенанта Цветкова столкнулась с группой боевого охранения бандитской базы. Завязался бой, который длился более двух суток, так как спецназу противостоял хорошо вооружённый и обученный противник. Боевики оторваться от преследования не пытались. Наоборот, они старались приблизиться к бойцам разведгруппы для исключения ударов артиллерии и авиации. Разведчики разгадали этот замысел и попытались оторваться, тем более по интенсивности огня стало ясно, что к группе охраны подтянулась основная часть банды боевиков. Сергей Цветков приказал подчинённым отходить, унося раненого, а сам остался прикрывать отход и погиб в неравном бою. Действия разведгруппы Цветкова не только сорвали планы боевиков в начале операции, но и дали возможность переместить подразделения на новые рубежи блокирования, ещё плотнее сжать кольцо окружения. 21 марта бандгруппа в количестве 12 боевиков была уничтожена.
С. Е. Цветков был похоронен в Кемеровской области. У него остались сын Глеб и дочь Кристина, родившаяся уже после его смерти.
Указом Президента Российской Федерации № 741 от 5 июля 2009 года за мужество и героизм, проявленные при исполнении воинского долга, старшему лейтенанту Цветкову Сергею Евгеньевичу было присвоено звание Героя Российской Федерации (посмертно).

## Награды
- Медаль «Золотая Звезда»
- Медаль «За воинскую доблесть»
- Знак «За отличие в службе» 1-й и 2-й степеней

## Память
В декабре 2009 года имя Героя было присвоено школе № 100 города Новокузнецк, где он учился. На здании школы была установлена мемориальная доска. Также памяти Сергея Цветкова проводится ежегодный турнир по вольной борьбе в городе Кемерово.